# Enoplognatha franzi
Enoplognatha franzi là một loài nhện trong họ Theridiidae.
Loài này thuộc chi Enoplognatha. Enoplognatha franzi được Jörg Wunderlich miêu tả năm 1995.